# Aula Paolo VI
L'Aula Paolo VI, nota anche come Aula delle udienze Pontificie o Aula Nervi (dal nome del suo progettista, Pier Luigi Nervi), è un vasto auditorium a servizio della Città del Vaticano.
L'edificio si trova a cavallo tra l'Italia e la Città del Vaticano, sorgendo in gran parte in un'area italiana però soggetta ad extraterritorialità a favore della Santa Sede.

## Storia
Nel 1964 Paolo VI incaricò Pier Luigi Nervi di realizzare una sala per le udienze papali a margine della Città del Vaticano, in un lotto compreso tra la sacrestia della Basilica vaticana e piazza San Pietro. I lavori furono avviati nel 1966 e diretti dal geometra Arcangelo Losso, l'inaugurazione avvenne il 30 giugno 1971.
Nel 2008 è entrato in funzione l'impianto fotovoltaico, composto di 2400 moduli fotovoltaici, installato sul tetto dell'edificio, e in grado di coprire almeno un quarto del fabbisogno energetico dell'aula e degli edifici limitrofi. La prima udienza "ecologica" si è tenuta mercoledì 26 novembre 2008.
Nell'Aula Paolo VI si è tenuto dal 1993 al 2005 e poi dal 2017 il concerto di Natale in Vaticano, trasmesso anche televisivamente, e molte volte si tengono concerti in onore del papa.

## Descrizione

### Arte e architettura
L'aula è situata alla sinistra della basilica di San Pietro, tra la sagrestia della basilica, il Cimitero Teutonico e il palazzo del Sant'Uffizio, sede della Congregazione per la Dottrina della Fede.
L'aula, realizzata facendo ampio ricorso al calcestruzzo armato, è preceduta da un grande atrio ed è capace di ospitare fino a 12 000 persone. L'edificio è caratterizzato dalla particolare volta parabolica che concentra l'attenzione del pubblico verso il palco, per il quale Pericle Fazzini realizzò la scultura bronzea della Resurrezione fra il 1970 e il 1975. L'illuminazione naturale è garantita dalle due grandi finestre ovali, poste sulle pareti laterali; esse sono chiuse da vetrate policrome opera di János Hajnal.
Annesse all'aula principale vi sono altre sale, tra le quali quella del Sinodo dei vescovi e alcune di rappresentanza usate dal papa.

### Organo a canne
In una vasta nicchia nella parete di fondo del palco, alle spalle della Resurrezione di Pericle Fazzini, privo di mostra e spesso occultato da tendaggi, si trova l'organo a canne Mascioni opus 932, costruito nel 1972.
Lo strumento è a trasmissione elettronica e la sua console, mobile indipendente, ha cinque tastiere di 61 note ciascuna e pedaliera concavo-radiale di 32 note.